# Opactwo Cystersów w Szczyrzycu
Opactwo Cystersów w Szczyrzycu, z obrazem Matki Boskiej Szczyrzyckiej – jedno z sanktuariów maryjnych w Polsce. Jest zarazem jedynym nieprzerwanie istniejącym klasztorem cystersów na ziemiach polskich.
Obecnie opactwu podlegają przeoraty zwykłe w Gdańsku–Oliwie, Henrykowie, Argo – Willow Springs (w USA, Archidiecezja Chicago); oraz filia w Jodłowniku.

## Historia

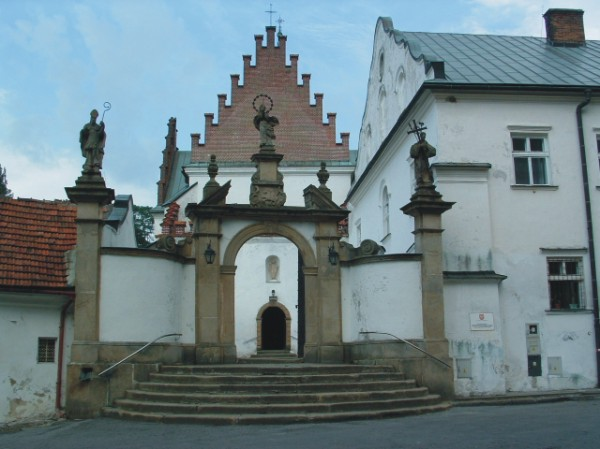
Wejście do klasztoru cystersów

Historia opactwa cystersów w Szczyrzycu liczy ponad 780 lat. Jego fundatorem był wojewoda krakowski Teodor Cedro herbu Gryf, który cystersom z Jędrzejowa ofiarował rozległe tereny na Podtatrzu w celu ich skolonizowania. Cystersi założyli w 1234 r. swój klasztor w Ludźmierzu. Nie jest znany dokładnie powód, dla którego zakonnicy przenieśli (najprawdopodobniej w 1243 r.) siedzibę opactwa z Ludźmierza do Szczyrzyca. Prawdopodobnie nie odpowiadały im zbyt surowy klimat Podhala i nieurodzajna ziemia. Być może wiązało się to również z częstymi napadami Tatarów i zbójców na tych terenach, również na klasztory.
Kult Matki Bożej, charakterystyczny dla cystersów, stał się przyczyną rozpowszechnienia go najpierw w Ludźmierzu, gdzie jego symbolem stała się figurka Matki Boskiej Ludźmierskiej, a następnie w Szczyrzycu, w obrazie Matki Boskiej Szczyrzyckiej. Cystersi ludźmiersko-szczyrzyccy założyli Nowy Targ, zbudowali obronny zamek w Szaflarach, zamienili dzikie tereny w uprawne pola, uregulowali biegi rzek, budowali mosty, młyny i browary, zakładali sady owocowe i pasieki, a ponadto kształcili młodzież w rzemiośle, zwłaszcza związanym z rolnictwem.
W okresie zaborów cystersi ze Szczyrzyca utracili ziemię, zakazane było przyjmowanie do nowicjatu, ale pozwolono im założyć elementarną czteroklasową szkołę dla dzieci wiejskich. Jej wychowankiem był m.in. Władysław Orkan.
Podczas okupacji niemieckiej w opactwie znalazło schronienie wielu uchodźców z różnych zakątków Polski. Prowadzono w nim tajne nauczanie, którego kontynuacją od 1945 r. było Prywatne Gimnazjum OO. Cystersów w Szczyrzycu, zamknięte przez władze w 1955 r.
Po przemianach ustrojowych w Polsce cystersi odkupili część ziemi, zamierzając kontynuować tradycje agrarne zakonu. Za szczególne męstwo w czasie II wojny światowej opactwo szczyrzyckie zostało odznaczone Krzyżem Virtuti Militari.

## Legenda

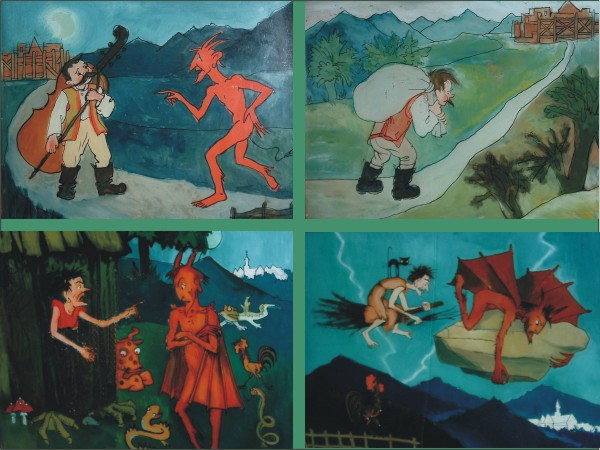
Ilustracja legendy malowana na szkle, zbiory muzeum klasztornego

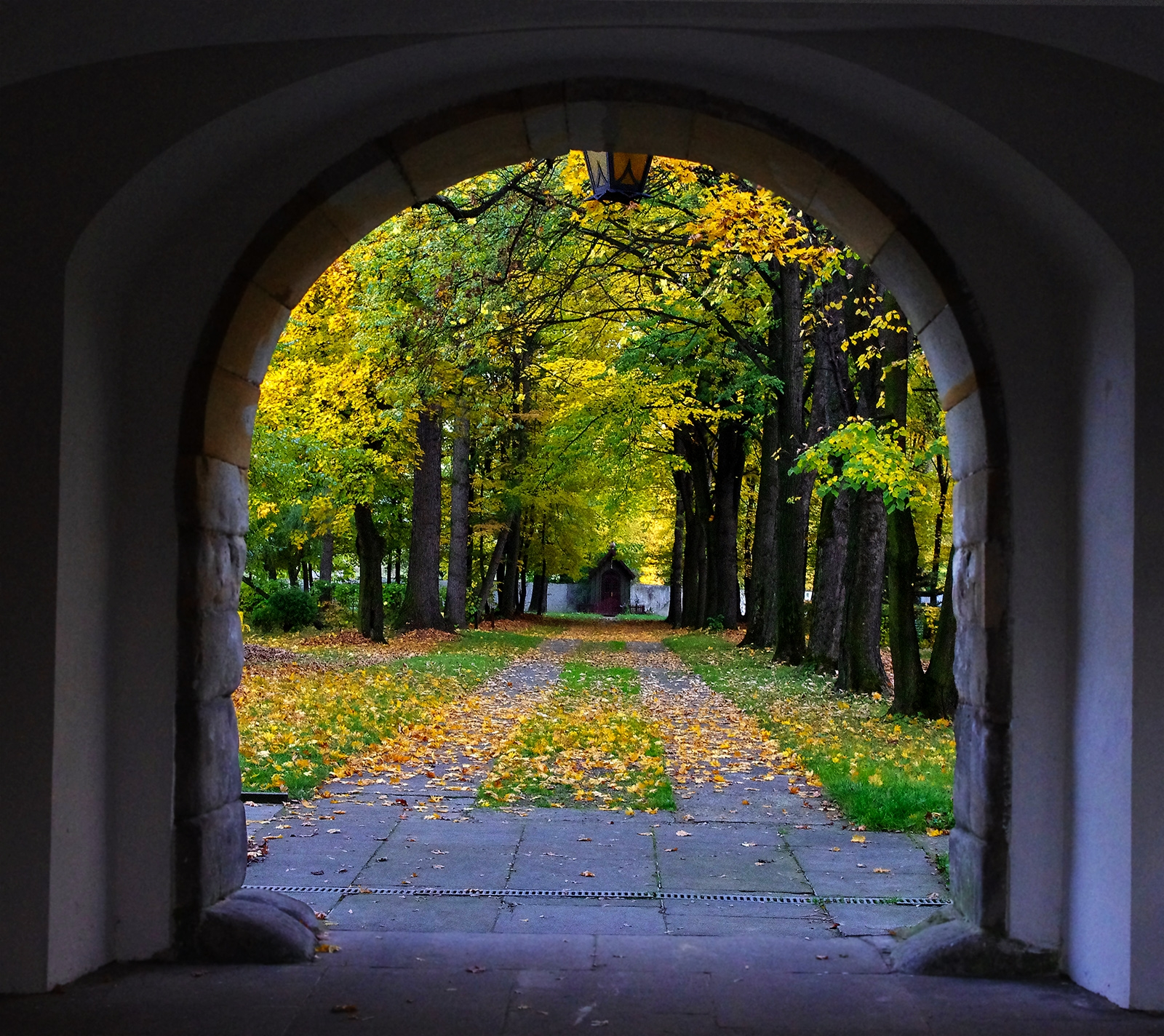
Brama i dziedziniec klasztoru

W 750-letnią historię opactwa wpisana jest dość przewrotna legenda, o tym jak powstał klasztor w Szczyrzycu.
Miejscowy grajek wracał z wesela i spotkał po drodze diabła, który w zamian za grę obiecał mu cały wór złota. Grajek podpisał cyrograf i przygrywał diabłu do tańca. Otrzymał obiecaną nagrodę. Jednak bał się, że tak ogromny skarb wzbudzi podejrzenia u jego żony, która w ten sposób dowie się, że zaprzedał duszę. Udał się więc do pobliskiego Szczyrzyca i przekazał złoto na budowę klasztoru.
W tym czasie diabeł powrócił na Łysą Górę, nieświadomy tego, do czego wykorzystano jego złoto. O wszystkim dowiedział się od czarownicy. Rozwścieczony postanowił zniszczyć klasztor. Chciał zrzucić na niego ogromny głaz.
Jednak zakonnicy dowiedzieli się o planach diabła i polecili siebie i klasztor opiece Matki Bożej. To ona sprawiła, że głaz zaczął diabłu tak ciążyć, że w końcu nie był w stanie dalej go transportować i zmuszony został do porzucenia go 3 kilometry od klasztoru.
Kamień można zobaczyć we wsi Krzesławice, zaraz za mostem, z lewej strony pobocza, po krótkim spacerze stromą ścieżką. Podobno jest w nim odciśnięte nawet czarcie kopyto.
W czasach pogańskich było tu miejsce kultu. Jest to głaz o długości około 55 m, szerokości 8–12 m i wysokości ok. 25 m. U jego podnóża znajduje się opuszczona pustelnia. Ostatni pustelnik mieszkał w niej do 1992 roku.

## Zespół klasztorny w Szczyrzycu

### Kościół Najświętszej Maryi Panny Wniebowziętej i św. Stanisława Biskupa
Główną atrakcją Szczyrzyca jest zespół opactwa z murowanym kościołem z 1620 roku, przebudowanym w XVIII i XIX wieku.
W ołtarzu głównym tej świątyni umieszczony jest cudowny obraz Matki Bożej Szczyrzyckiej.
Jest to zarazem kościół parafialny parafii rzymskokatolickiej pw. Najświętszej Maryi Panny Wniebowziętej i św. Stanisława Biskupa.

### Zabudowania klasztorne
Do kościoła przylega klasztor – zespół budynków z XVII wieku tworzących kwadrat z wirydarzem wewnątrz. Część zabudowań, w tym dwa portale, mensy ołtarzowe i część klasztornych krużganków, pochodzi z pierwszego opactwa, które zniszczył pożar.
W 1831 roku od strony wschodniej dobudowano skrzydło oraz drewnianą dzwonnicę z cebulastym hełmem.
Najcenniejszymi zabytkami klasztoru są: krucyfiks z XV wieku, kamienna kropielnica z XVI wieku oraz obrazy świętych z XVII – XIX wieku.
W klasztorze przechowywana jest, uważana za cudowną, ikona Matki Bożej Wistyckiej, przywieziona w 1938 r. z pocysterskiego kościoła w Wistyczach.

### Dom Opata

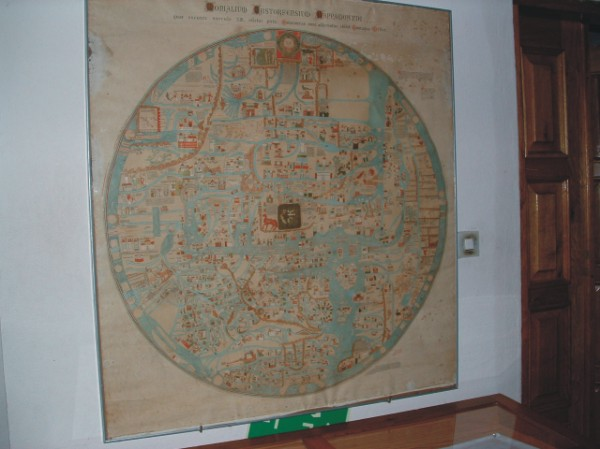
Mapa z muzeum klasztornego

W skład zespołu wchodzi także murowany dom Opata z XVI wieku (później spichlerz), ozdobiony kamiennym portalem z herbem Korczak. Mieści się w nim Muzeum Klasztorne w Szczyrzycu.
W muzeum zgromadzono zbiór pergaminowych manuskryptów, Krzyż Dobrej Drogi z XV wieku, płaskorzeźbione votum za ocalenie klasztoru, kolekcję kielichów mszalnych, mieczy, kamieni (ponad 4 tys., w tym odłamek meteorytu). Jedna z sal muzeum klasztornego gromadzi pamiątki związane z Władysławem Orkanem, w tym rękopisy jego trzech listów pisanych do siostry Marii.

### Browar klasztorny
Historia cystersów nierozerwalnie wiąże się z historią piwa produkowanego w klasztorach. Stare kroniki opactwa podają, że cystersi w Szczyrzycu produkowali napój z ziarna palonego, cykorii i chmielu kojący w postaci, która miała nazwę cerewizji. Niskoprocentowe piwo warzone było w oparciu o specjalną recepturę.
Po wojnie browar znacjonalizowano. Rozpoczęto w nim wytwarzanie taniego, masowego piwa. Klasztor odzyskał warzelnię w 1993, w produkcji piwa nie powrócił jednak do tradycyjnej receptury cysterskiej, zagubionej gdzieś w klasztornych archiwach. W 1997 browar zamknięto. Przyczyną było olbrzymie zadłużenie. Budynek miał być wystawiony na licytację. Decyzją ministerstwa Kultury i Sztuki, który uznał browar szczyrzycki za zabytek, licytacja została wstrzymana. Powodem był zamiar rozebrania murów browaru przez samych cystersów, gdyby licytacja miała dojść do skutku. Budynek pozostał własnością opactwa, ale do produkcji nie powrócono. W marcu 2003 jeden ze znanych browarów europejskich uruchamiający swój zakład w Polsce, zwrócił się do opactwa o udostępnienie receptury. Odszukano ją w starych zapiskach klasztornych i w oparciu o nią piwo cystersów znów powróciło na rynek.
Dzieje warzenia piwa przedstawiono w jednej z sal muzeum klasztornego. Zgromadzono tu m.in. unikalną kolekcję etykiet szczyrzyckiego piwa. W samym klasztorze zachowało się zaledwie kilka, gdyż klasztor prowadził sprzedaż piwa w beczkach, etykietowanego dopiero później przez hurtowników. Ekspozycja powstała dzięki darom prywatnych kolekcjonerów.

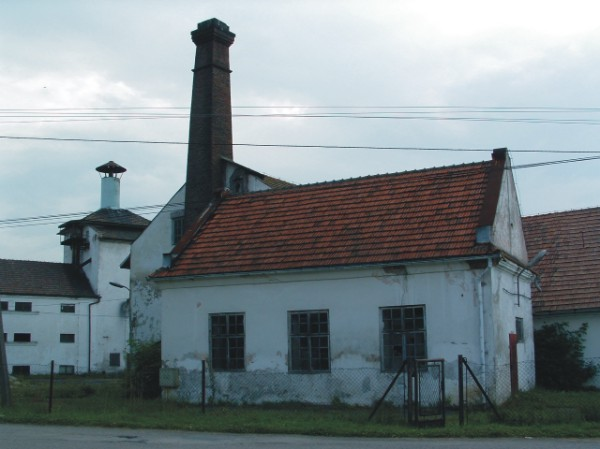
Browar cystersów
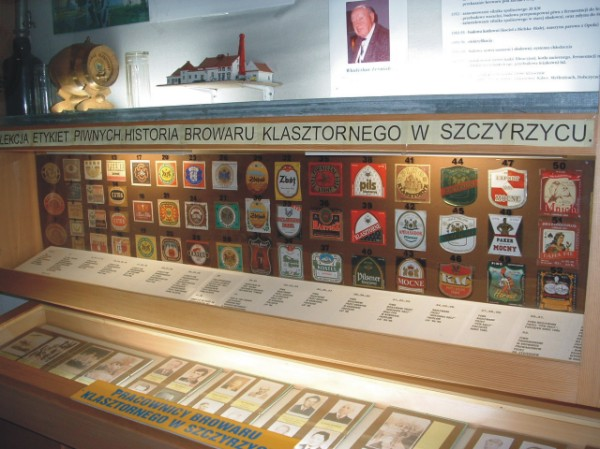
Sala browaru w muzeum klasztornym
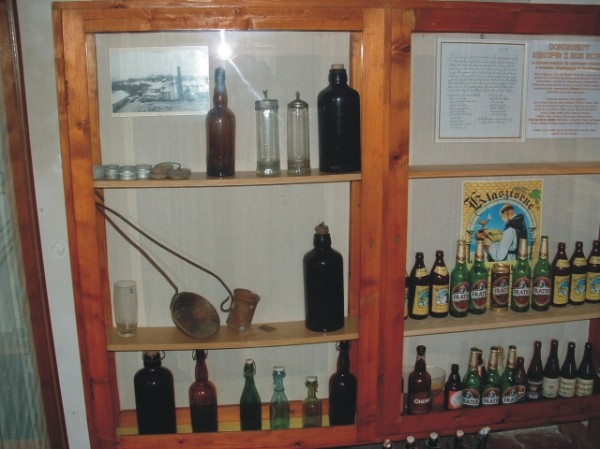
Sala browaru w muzeum klasztornym